# Jiří Klecanda

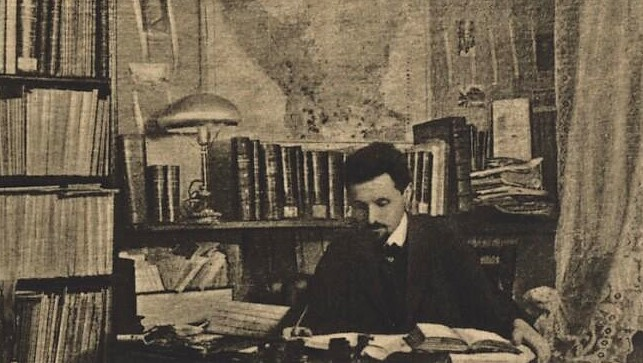
Jiří Klecanda v Petrohradě, 1913

Jiří Klecanda (5. dubna 1890, Praha – 28. dubna 1918, Omsk, Rusko) byl český politik, pracující ve vrcholných orgánech hájících zájmy Čechů a Slováků v krajanských spolcích působících na Rusi během první světové války.

## Stručný životopis

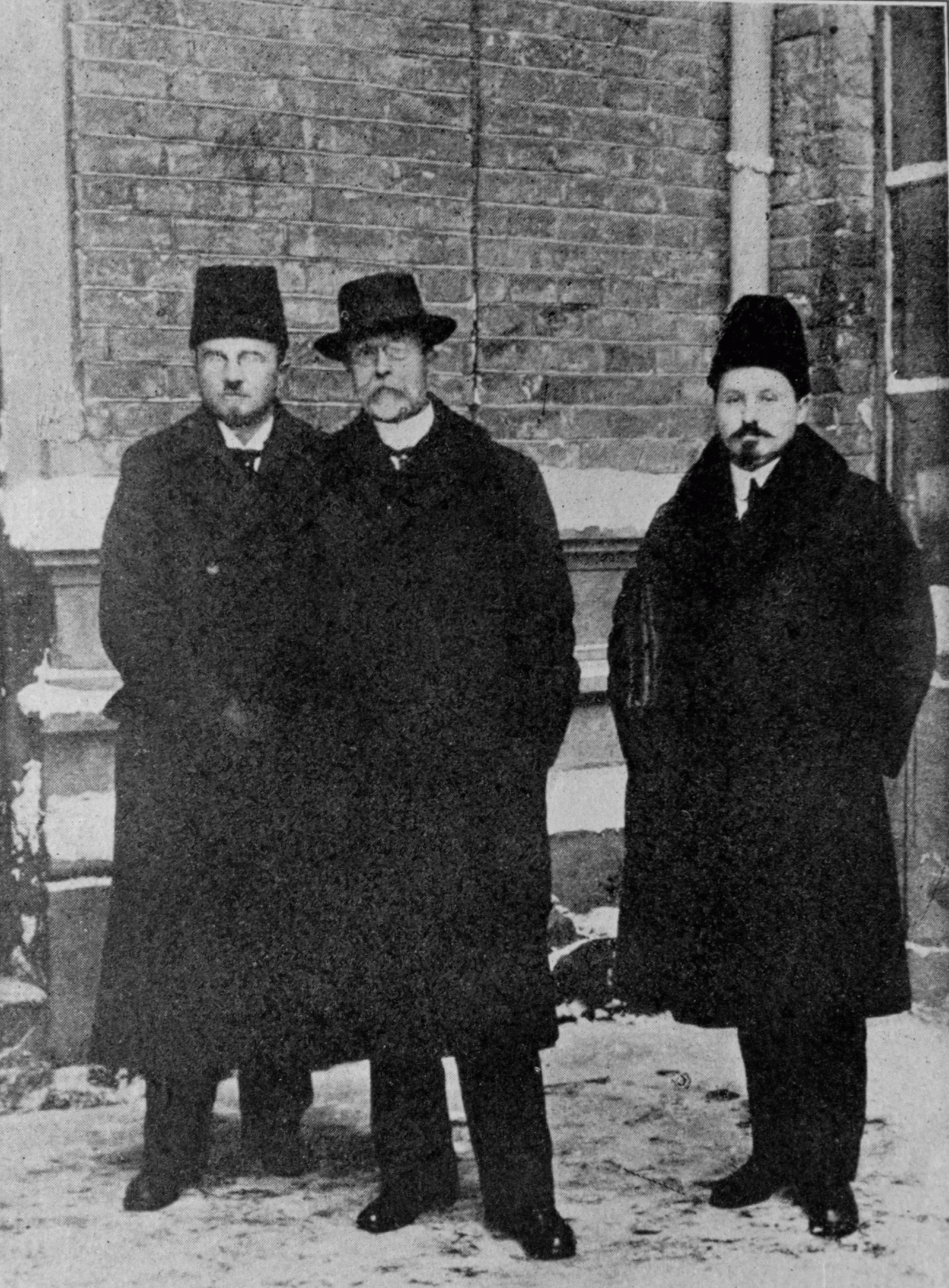
Tomáš Garrigue Masaryk v Petrohradě. Vpravo Jiří Klecanda, vlevo Bohdan Pavlů (* 1883 - 1938). Foto před rokem 1919.

Jiří Klecanda se narodil 5. dubna 1890 v Praze jako nejmladší ze tří synů českého učitele, spisovatele a novináře Jana Klecandy (* 1855 – 1920). (Jedním z jeho bratrů byl historik Vladimír Klecanda (*1888 – 1946); druhým z jeho bratrů byl diplomat Jan Havlasa (* 1883 – 1964) – vlastním jménem Jan Klecanda – český spisovatel, autor dobrodružných a fantastických příběhů.) Jiří Klecanda působil od roku 1909 jako knihovník carské akademie věd v Petrohradě a zároveň jako funkcionář českých krajanských spolků. V československém revolučním hnutí na Rusi pracoval od začátku první světové války jako jeden z hlavních organizátorů československého zahraničního odboje v Rusku. Byl členem první „Rady Čechů“ na Rusi. Od roku 1915 působil jako (historicky první) sekretář (tajemník) „Svazu československých spolků na Rusi“. Od roku 1917 zastával funkci (historicky prvního) tajemníka (sekretáře) „Odbočky Československé Národní Rady“ v Rusku. Jiří Klecanda je též znám jako důvěrník Tomáše Garrigue Masaryka. V letech 1917 až 1918 vedl se sovětskou vládou jednání o evakuaci československých legií. Dne 28. dubna 1918 na své cestě k legiím na Sibiř náhle zemřel v jihosibiřském městě Omsk.

## Podrobný životopis

### Studia a vědecké působení v Rusku do první světové války
Jiří Klecanda se narodil 5. dubna 1890 v Praze do rodiny spisovatele, buditelského novináře a lidového novelisty Jana Klecandy jako jeho třetí, nejmladší syn.  Po skončení středoškolských studií na gymnáziu v Žitné ulici v Praze pokračoval Jiří Klecanda studiem historie na pražské univerzitě. Současně pracoval v Zemském archívu. Ve svých devatenácti letech (v roce 1909) odcestoval do ruského Petrohradu, kde začal studovat byzantologii.  Ke konci roku 1909 se Jiří Klecanda stal pomocníkem v Imperatorské akademii nauk v Petrohradě. Pracoval hlavně ve slovanském oddělení, které doplnil o československý oddíl.  Na své disertační práci („Život svatého Ondřeje řeckého“) pracoval po dobu jedenácti měsíců tj. téměř v průběhu celého roku 1910. Práce byla poté otištěna ve Zprávách Akademie nauk. V průběhu let 1910 až 1915 se Jiří Klecanda pracovně soustředil na vydávání Slovanské bibliografie a rovněž pracoval na byzantské paleografii.

### Práce pro krajanské spolky
Po začátku první světové války ale Jiří Klecanda zanechal záhy veškeré své vědecké činnosti a začal pomáhat krajanským (československým) spolkům na Rusi. Tyto spolky posilovaly národní vědomí v Rusku žijících Čechů a Slováků, hájily jejich zájmy (Češi a Slováci na Rusi byli za první světové války počítáni mezi příslušníky Rakouska-Uherska a jako takoví byli poškozováni a ohrožováni mimořádnými válečnými opatřeními.) a sjednocovaly úsilí krajanů o konečné vyřešení československé otázky vytvořením samostatného státu – Československa.

#### Pěvecké sdružení moravských učitelů
V roce 1912 zajistil Jiří Klecanda svým organizačním úsilím možnost, aby Pěvecké sdružení moravských učitelů vystoupilo ve třech hlavních městech Ruska. Zájezd se uskutečnil v roce 1913, posílil národní uvědomění i sebevědomí v Rusku žijících krajanů a vzbudil zájem i v kruzích ruské inteligence. Organizační a přípravné práce s touto akcí spojené umožnily Jiřímu Klecandovi navázat styky i s krajany, kteří žili mimo Petrohrad.

#### Komitét pro pomoc obětem války
Po vypuknutí první světové války (28. července 1914) se 4. srpna 1914 konala v Petrohradě velká manifestace. Ta byla vyvolaná protestním projevem našich krajanů proti ústředním mocnostem. O dva dny později (6. srpna 1914) se konala schůze „Českého výpomocného spolku“, kde byl ustanoven „Komitét pro pomoc obětem války“. Ustavující schůze tohoto komitétu se konala 7. srpna 1914 a již zde Jiří Klecanda navrhl sestavit memorandum o československé otázce a o československém programu samostatnosti. Následně Jiří Klecanda vypracoval „Pamětní spis o československé otázce“. Tento dokument vydal „Český výpomocný spolek" v Petrohradě dokonce tiskem a zaslal jej nejen ruské vládě ale i některým vlivným osobám (ze světa politického, vojenského i kulturního) na Rusi.

#### Pamětní spis o československé otázce
Klecandou sestavený „Pamětní spis o československé otázce“ byl psán odborným jazykem (bylo to vlastně vědecké pojednání). Jeho nejsilnější stránkou byl fakt, že v něm byl jasně a zřetelně deklarován program československé jednoty. Členům ruské vlády toto memorandum odevzdávaly delegace v nichž figuroval i Jiří Klecanda. V první polovině září roku 1914 svolal „Český komitét“ v Moskvě zástupce krajanských spolků aby společně vypracovali memorandum pro ruského cara. Toto memorandum car obdržel 17. září 1914 z rukou čtyřčlenné deputace, ve které nechyběl ani Jiří Klecanda. V březnu následujícího roku (1915) byl v Moskvě ustaven „Svaz československých spolků na Rusi“. Jeho úkolem bylo, kromě běžné spolkové agendy, zajišťovat péči o krajany, kteří byli během první světové války poškozeni. Dalším úkolem tohoto Svazu pak byla revolučně – politická práce směřující ke vzniku samostatného Československa. Nový stát měl vzniknout „zdola“ bezprostřední aktivitou Čechů a Slováků a to především jejich účastí v dobrovolnických (dobrovoleckých) vojenských formacích.

#### Svaz československých spolků na Rusi
Jiří Klecanda byl zvolen tajemníkem „Svazu československých spolků na Rusi“. Do roku 1915 se angažoval například při rozšiřování České družiny na pluk a pak na brigádu; při zakládání týdeníku „Čechoslovák“ v Petrohradě; při přesvědčování ruské vlády, aby přistoupila na projekt zaměstnávání českých a slovenských zajatců v továrnách, jejichž výroba byla orientována na dodávky pro ruskou armádu. V roce 1916 strhla na sebe vedení „Svazu československých spolků na Rusi“ kyjevská skupina a Jiří Klecanda se soustředil na propagační činnost. Využíval při tom svoje rozsáhlé styky ve vědeckých, úřednických i politických kruzích.

#### Odbočka Československé Národní Rady
Druhý výroční sjezd „Svazu československých spolků na Rusi“ (na začátku května 1917) měl charakter československého národního sjezdu a účastnili se jej jak delegáti krajanských spolků, tak i zástupci oddílů našeho vojska a revolučních zajateckých organizací. Na jeho první pracovní schůzi byla jako nejvyšší orgán zahraničního odboje uznána Československá národní rada (ČSNR) v čele s profesorem T. G. Masarykem. Zároveň bylo rozhodnuto, že pro Rusko bude zřízena „Odbočka Československé Národní Rady“ a do jejího čela byl zvolen tajemník – Jiří Klecanda.
Fungování Odbočky Československé Národní Rady (ČSNR) v Rusku roku 1917 (především po Únorové revoluci, která v Rusku proběhla mezi 8. březnem 1917 až 12. březnem 1917) bylo silně ztíženo politickým dvojvládím, protože stávající vládní orgány (prozatímní vláda) se přely o moc s nově vzniklými sověty – revolučními radami dělnických, rolnických a vojenských zástupců. Sověty byly zásadně proti pokračování první světové války. Na to, jak v této situaci pracoval Jiří Klecanda uvedl předseda Odbočky Československé Národní Rady – prezident T. G. Masaryk ve svých pamětech následující vzpomínku:
Velkou pomocí mě byl Jiří Klecanda ... Znal dobře poměry v Petrohradě, v ministerstvech a armádě, a byl svým literárním povoláním ve styku s akademiky a profesory. Jako sekretář Odbočky Československé Národní Rady chodil se mnou po všech ruských civilních a vojenských úřadech. Mnohé obchůzky a intervence vykonával sám úspěšně ... byl spolehlivým tlumočníkem našeho programu.
T. G. M., paměti, 

### Přelom let 1917/1918 v Rusku
V první polovině října roku 1917 nakonec nejvyšší ruské velitelství povolilo zformovat československý armádní sbor, uznalo jako autoritu Československou národní radu a Jiří Klecanda byl jmenován plnomocným zástupcem (komisařem) Československé národní rady ve stanu nejvyššího velitele ruských front.
V první dekádě listopadu roku 1917 (7. listopadu 1917 až 8. listopadu 1917) se v Rusku uskutečnila Velká říjnová socialistická revoluce a vlády nad Ruskem se zmocnili bolševici. Jiří Klecanda byl sice protibolševického smýšlení, ale přesto i s úřady nového státního režimu v Rusku trpělivě jednal o praktických politických a vojenských tématech, které se týkaly našich krajanů. 
Dne 3. března 1918 uzavřely v Brestu Litevském Ústřední mocnosti s bolševiky Brestlitevský mír. V něm se Sověti mimo jiné zavázali nestrpět na svém území vojenské oddíly nepřátelské ústředním mocnostem, což se týkalo i československých legií. A tak ještě před skončením první světové války (11. listopadu 1918) byly československé vojenské jednotky (českoslovenští legionáři) na cestě z Ruska. Sovětská vláda požadovala odzbrojení těchto útvarů a Klecanda s ní vyjednal uspokojivou dohodu o uvolnění průjezdu vojska do Vladivostoku. Dojednané podmínky ale nebyly ze strany Rusů dodrženy, když orgány vlády v Penze přinutily vedení československých jednotek k přijetí daleko těžších podmínek. Jiří Klecanda to pokládal jen za další důkaz neupřímného přístupu sovětů k československému vojsku.

### Penza, Samara, Omsk
Na počátku dubna roku 1918 přijel Jiří Klecanda do Penzy, aby informoval Odbočku Československé Národní Rady, že nastaly nové potíže v přepravě československého vojska. Následně Jiří Klecanda odjel na jednání do Samary. V Samaře onemocněl a 16. dubna 1918 jej převzal do ošetřování československý lékař. Ještě ne zcela uzdravený Klecanda byl vystaven další těžké zdravotní komplikaci a jeho vyčerpaný organismus tomuto ataku dne 28. dubna 1918 ve vlaku na nádraží v Omsku podlehl. 
Jiří Klecanda byl pochován (s vojenskými poctami) na hřbitově v Omsku a nad jeho hrobem byl postaven pomník. Při manifestačním legionářském sjezdu dne 28. června 1924 byla odhalena pamětní deska na jeho rodném domě v Mezibranské ulici v Praze 2.

Pohřeb, hrob a pomník Jiřího Klecandy v Omsku + pamětní deska v Praze
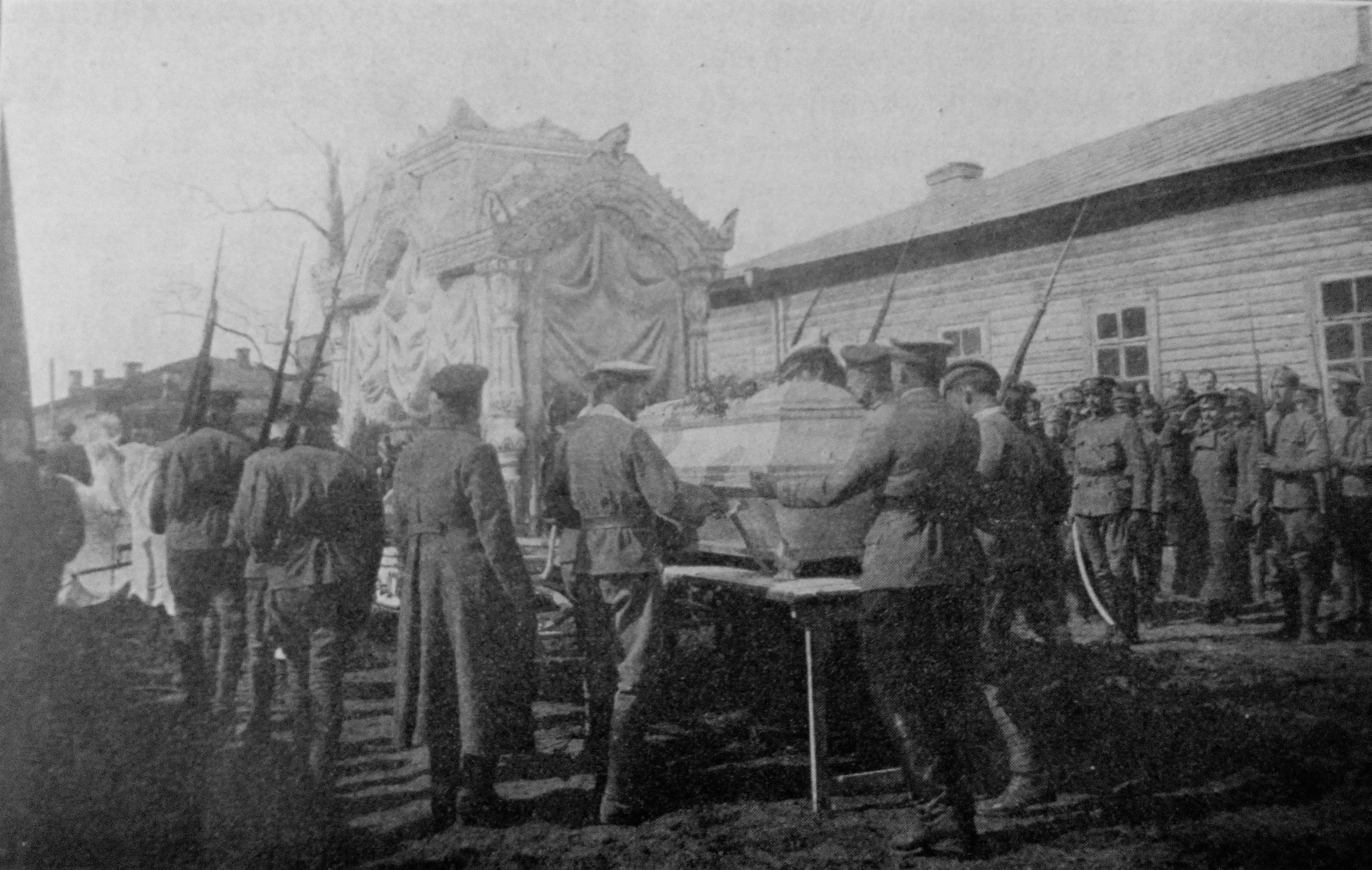
Pohřeb
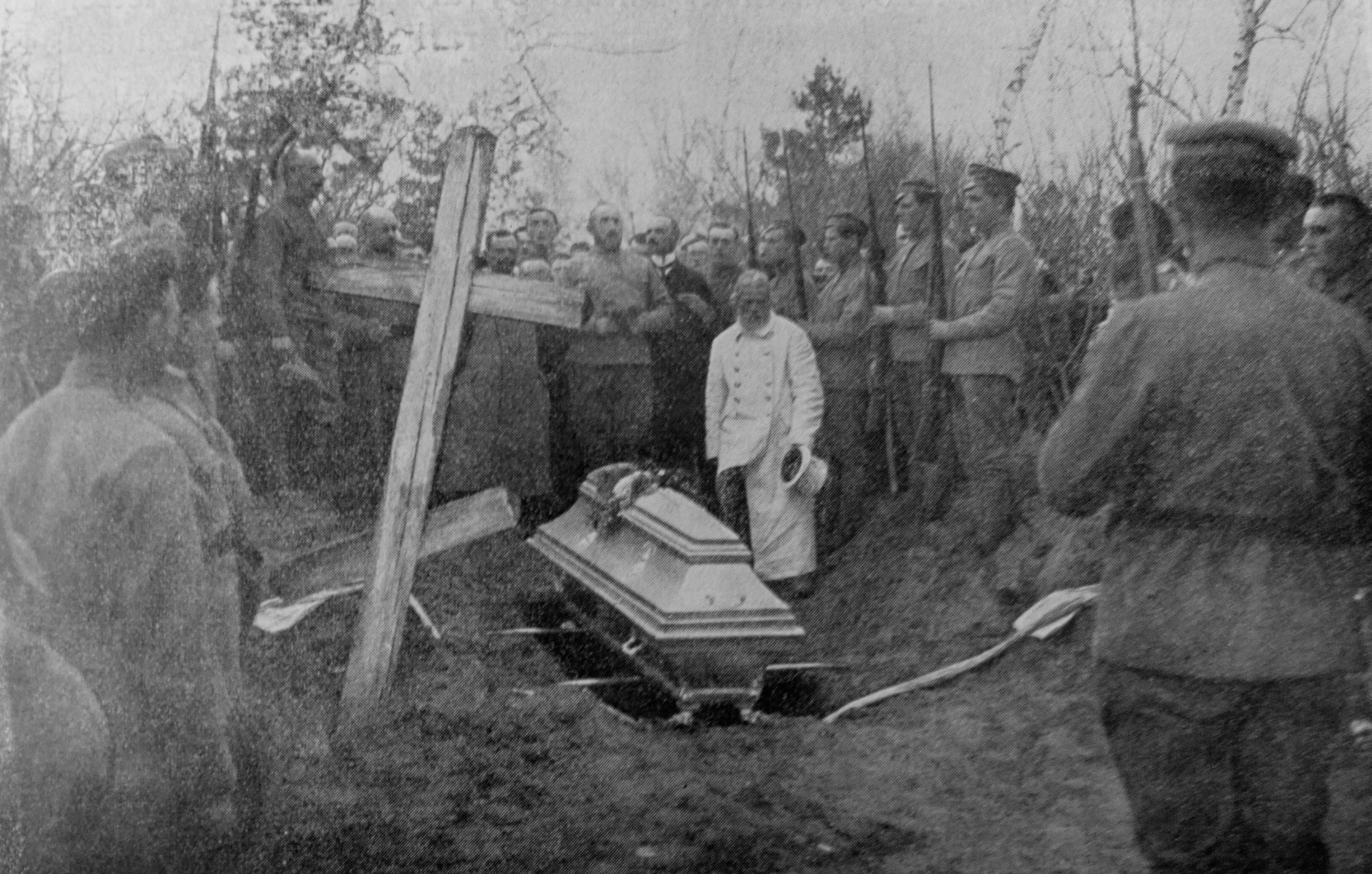
Pohřeb
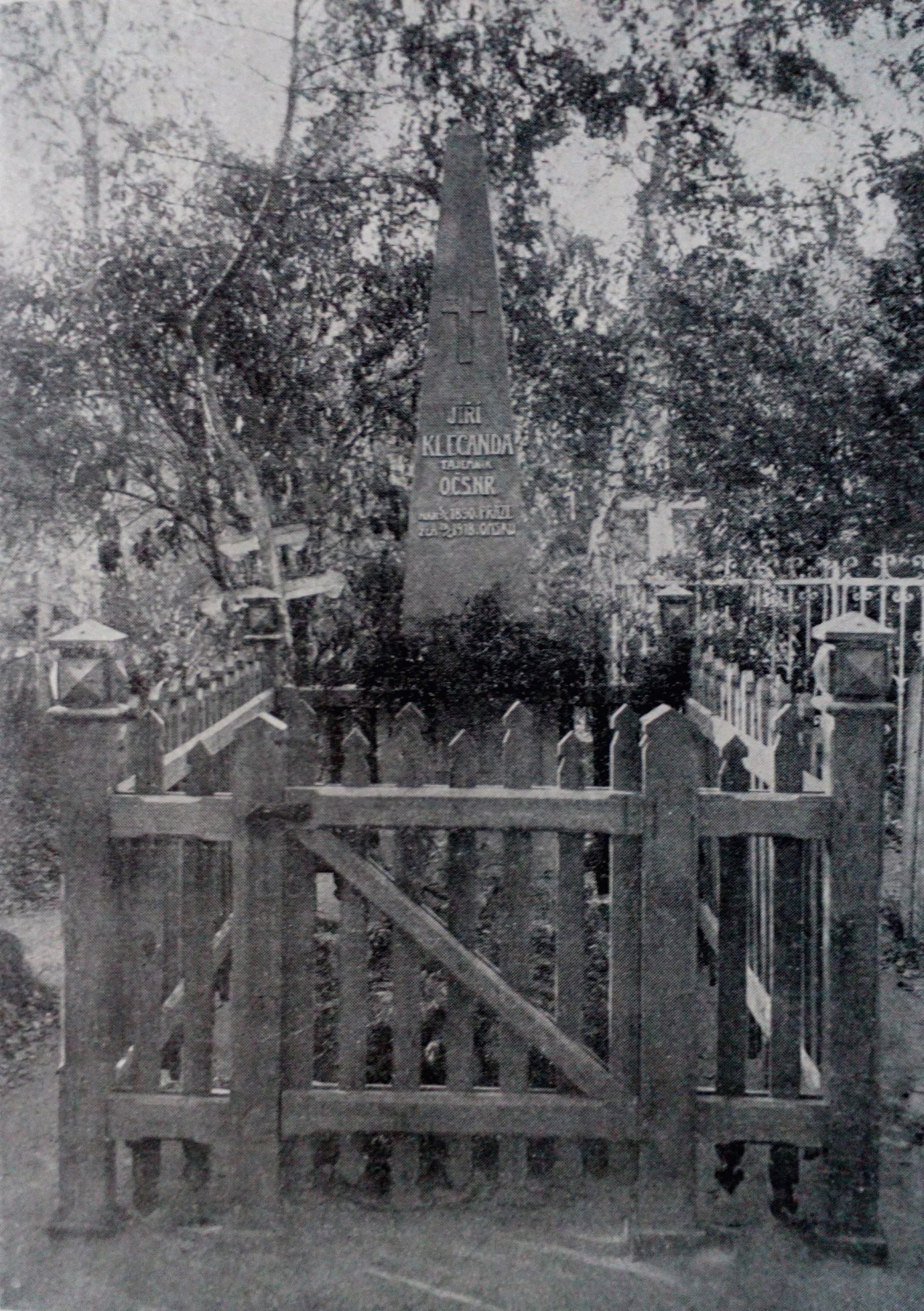
Hrob a pomník
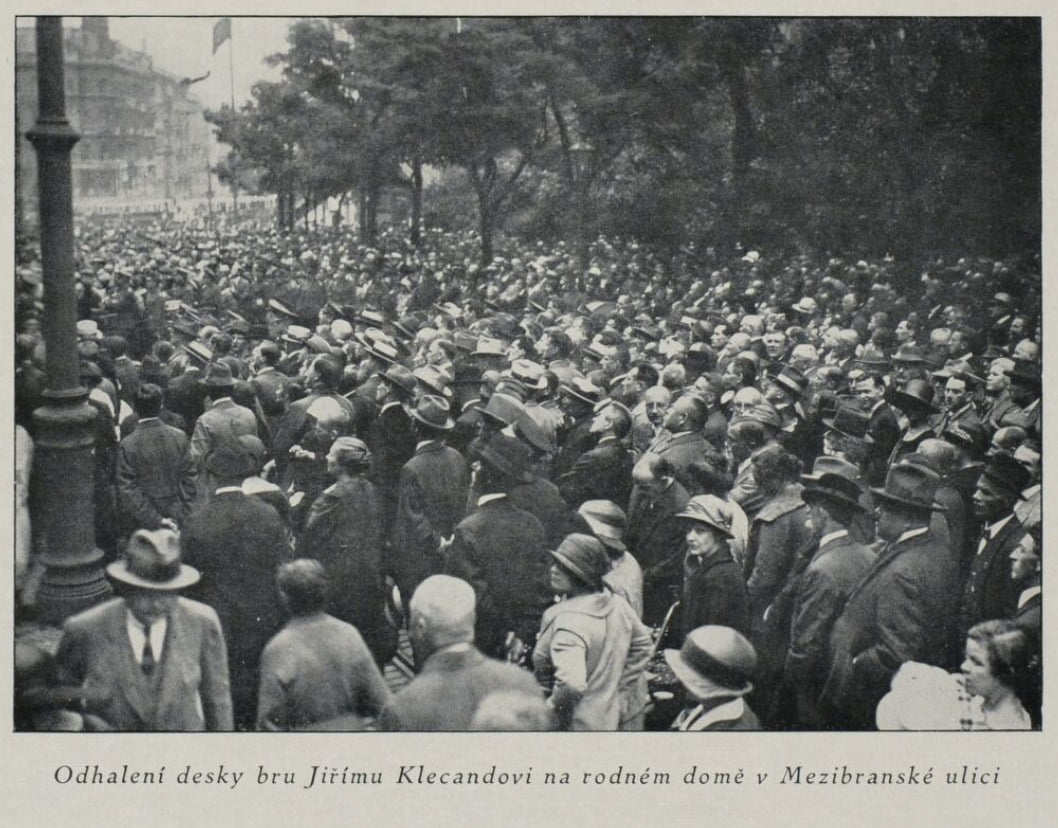
Odhalení pamětní desky v Mezibranské ulici v Praze 2